# Rhynchosia heynei
Rhynchosia heynei är en ärtväxtart som beskrevs av Robert Wight och George Arnott Walker Arnott. Rhynchosia heynei ingår i släktet Rhynchosia och familjen ärtväxter. IUCN kategoriserar arten globalt som sårbar. Inga underarter finns listade i Catalogue of Life.